# Mistrzostwa Europy w Wioślarstwie 1901
9. Mistrzostwa Europy w Wioślarstwie odbyły się w dniu 15 sierpnia 1901 r. w szwajcarskim Zurychu. Zawodnicy rywalizowali w 5 konkurencjach wioślarskich na pobliskim Jeziorze Zuryskim. 

## Medaliści
| Konkurencja                 | Złoto | Srebro                                                                                    | Brąz | Źródło      |
| --------------------------- | --- | ----------------------------------------------------------------------------------------- | --- | ----------- |
| M1x (jedynka)               | Hermann Barrelet | Edmond Delaet                                                                             | Luigi Gerli | [ 1 ] [ 2 ] |
| M2x (dwójka podwójna)       | Francja Robert d'Heilly · Octave Bouttemy | Belgia Daniël Clarembaux · Henri van Mol                                                  | Szwajcaria Georges Rieder · Charles Nicollier                                                                                                  | [ 3 ] [ 2 ] |
| M2+ (dwójka ze sternikiem)  | Francja Henri Delabarre · Robert Gelée | Cesarstwo Niemieckie · (Alzacja-Lotaryngia)                                               | Włochy Paolo Diana · Vittorio Narducci · Clementino Sbisà (sternik)                                                                            | [ 4 ] [ 2 ] |
| M4+ (czwórka ze sternikiem) | Włochy Paolo Diana · Giuseppe Nacci · Gaetano Caccavallo · Vittorio Narducci · Clementino Sbisà (sternik)                                                                                        | Belgia Theodore Conrades · Maurice Vandenberghe · Robert Vandenkerkhoeve · Xavier Crombet | Cesarstwo Niemieckie · (Alzacja-Lotaryngia) Louis Sigel · Charles Muhlberger · Charles Engel · Gustav Kettner · A. Knoch (sternik)             | [ 5 ]       |
| M8+ (ósemka)                | Belgia Marcel van Crombrugge · Maurice Hemelsoet · Oscar de Cock · Polydore Veirman · Charles Boone · Oscar Dessomville · Georges Demeester · Gaston Goetgeluck · Alfred van Landeghem (sternik) | Francja                                                                                   | Włochy Cino Ceni · Italo Ponis · Renato Orlandini · Fabio Orlandini · Gino Montelatici · Gastone Orlandini · Giorgio Bensa · Cesare Galardelli | [ 6 ]       |

## Klasyfikacja medalowa
| Miejsce | Reprezentacja                             | Złoto | Srebro | Brąz | Razem |
| ------- | ----------------------------------------- | ----- | ------ | ---- | ----- |
| 1.      | Francja                                   | 3     | 1      | 0    | 4     |
| 2.      | Belgia                                    | 1     | 3      | 0    | 4     |
| 3.      | Włochy                                    | 1     | 0      | 3    | 4     |
| 4.      | Cesarstwo Niemieckie (Alzacja-Lotaryngia) | 0     | 1      | 1    | 2     |
| 5.      | Szwajcaria                                | 0     | 0      | 1    | 1     |
| Razem   | Razem                                     | 5     | 5      | 5    | 15    |